# Вилланова
Виллано́ва — древнейшая культура железного века на территории Северной и центральной Италии, пришедшая на смену террамарской культуре бронзового века и, в свою очередь, уступившая место этрусской цивилизации.
Большинство исследователей разделяет протовиллановскую культуру (Villanovan I), существовавшую примерно между 1100 и 900 годами до н. э., и собственно виллановскую культуру (900 год до н. э. — 700 год до н. э.). Вилланова испытала влияние гальштатской культуры Восточных Альп. Виллановцы были первыми, обрабатывавшими железо на территории нынешней Италии; другой их отличительной чертой была кремация умерших с последующим захоронением праха в урнах характерной двухконусной формы.
Название происходит от населённого пункта Вилланова (ит., в составе коммуны Кастеназо), где в 1853—1856 годах Джованни Гоццадини обнаружил остатки некрополя.

## Характеристики
Основной характеристикой культуры Виллановы, включая предшествующую культуру «протовиллановы» (XII—X века до н. э.) конца бронзового века, было погребение путём кремации, когда пепел умерших помещался в двухконические урны (этот способ захоронения схож с чертами культуры полей погребальных урн придунайских равнин, в то время как более ранние индоевропейские племена практиковали ритуал захоронения умерших в земле).
Недалеко от поселений, некоторые из которых в этот период достигали беспрецедентных размеров и заслужили название протогородов, располагались зоны захоронения с характерными могилами в виде ям, или «колодцев», внутри выложенными булыжником и каменными плитами.
Типичная двухконическая погребальная урна была снабжена двумя горизонтальными ручками в самом широком её месте (одна ручка всегда была разбита, возможно, из ритуальных мотивов). Урны закрывались перевёрнутой миской или, в некоторых мужских захоронениях, шлемами.
Погребальные принадлежности могли включать лошадиные удила, изогнутые бритвы (с лезвием в виде полумесяца), извивающиеся «фибулы» (закрытые одёжные булавки), большие булавки и оружие для мужчин или части поясов, фибулы в виде лука, спирали для волос и ткацкие принадлежности для женщин. Кроме самих урн и их крышек, в захоронениях почти не встречаются другие керамические предметы. Для урн характерно большое разнообразие форм, их стенки очень толстые (для этого необходима высокая температура обжига, что говорит о значительной специализации ремёсел). Украшены они гравировкой, которая наносилась инструментами с несколькими лезвиями. Преобладают геометрические мотивы.
Хижины и другие жилые постройки (насколько это можно заключить по следам, обнаруженным во время раскопок, и по урнам, сделанным в виде хижин) строились по эллиптическому, круговому, прямоугольному или квадратному плану из дерева и глины. Дверные проходы делались в самой узкой стороне дома; чтобы выпускать дым очага, проделывались отверстия в крыше, а в некоторых хижинах делали окна.

## Поселения
Поначалу виллановское общество было слабо расслоено, занималось сельским хозяйством и животноводством, но, постепенно, профессиональные ремёсла (особенно металлургия и производство керамики) позволили накопить богатства и заложили основу разделения общества на классы.
Начиная с IX века до н. э. население начинает покидать возвышенности, которые, исходя из соображений обороны, были заселены в предыдущий период, предпочитая плоскогорья и прилегающие холмы для того, чтобы лучше использовать сельскохозяйственные и минеральные ресурсы. Поселения в этот период характеризуются своей большей концентрацией и расположением вблизи от естественных путей сообщения и естественных речных, озёрных и морских причалов.
В области Тоскана и в северной части области Лацио непрерывный демографический рост и постоянные контакты, не всегда мирные, с другими доисторическими поселениями, привели к рождению больших населённых центров путём слияния даже не близко расположенных деревень. Начиная с IX века до н. э. таким образом закладываются основы поселений, которые затем превратятся в большие этрусские города, как, например, Вольтерра, Кьюзи, Ветулония, Орвието, Вульчи, Розелле, Тарквинии, Цере, Вейи.

Экспонаты археологического музея Гварначчи в Вольтерре
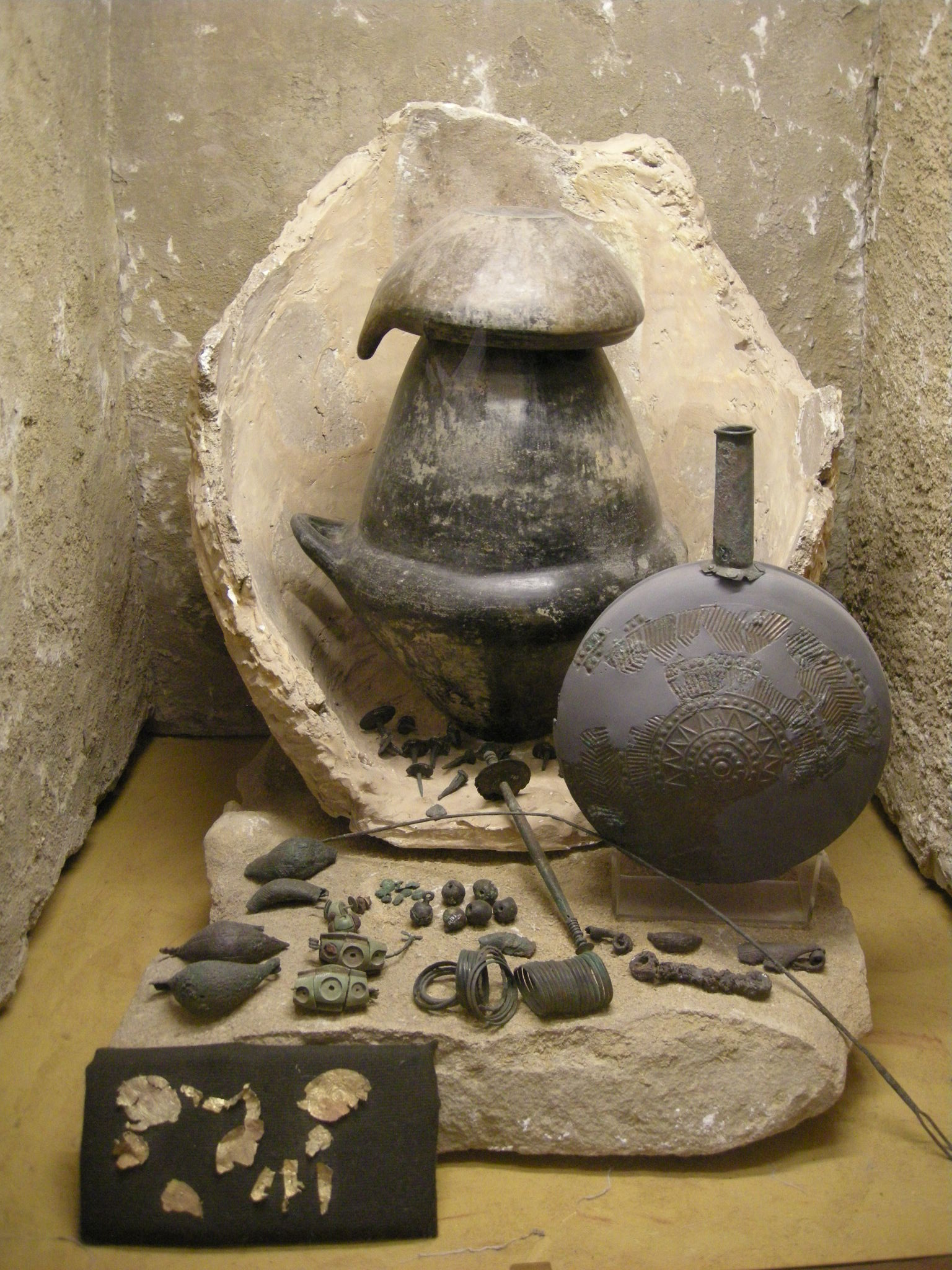
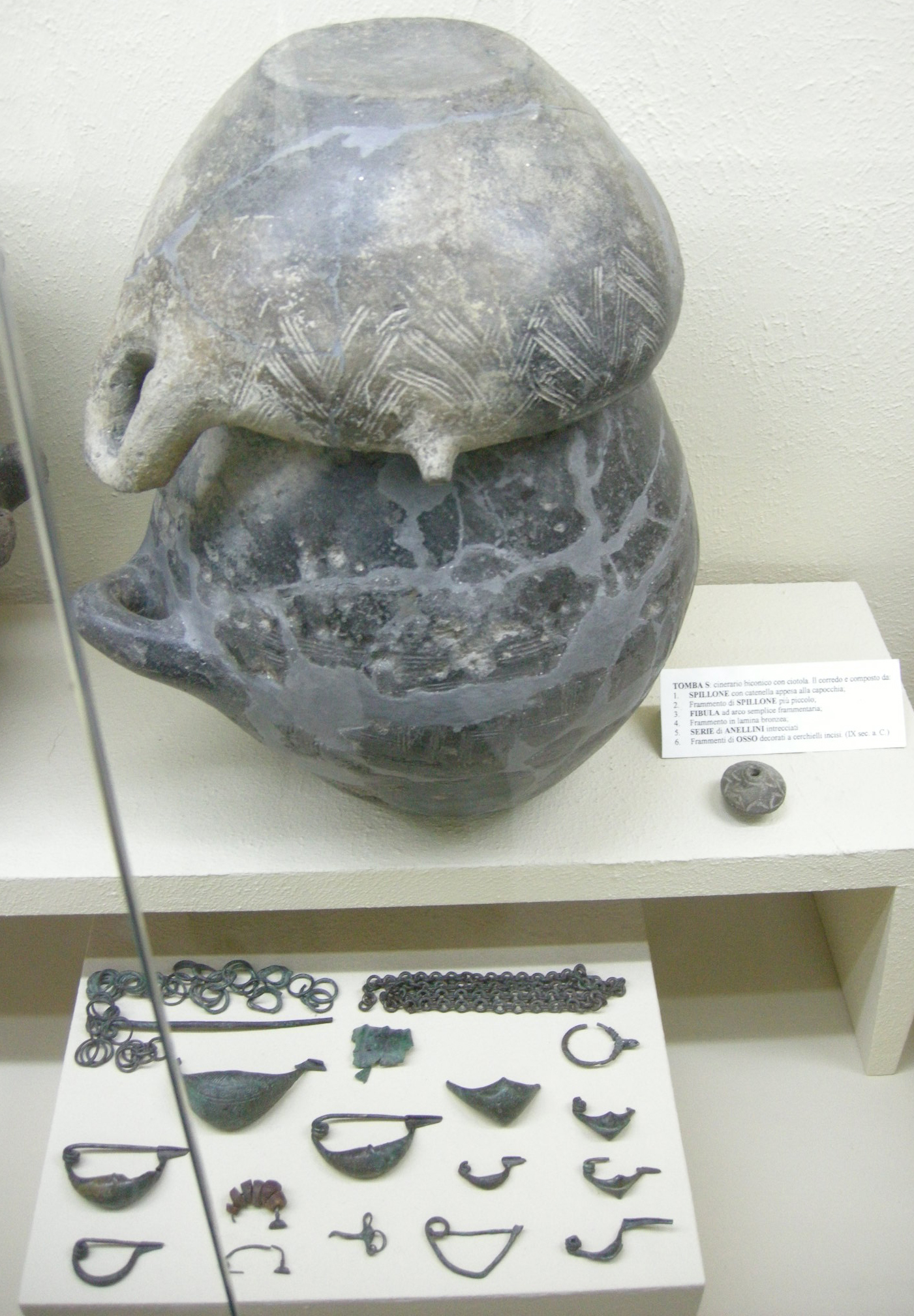
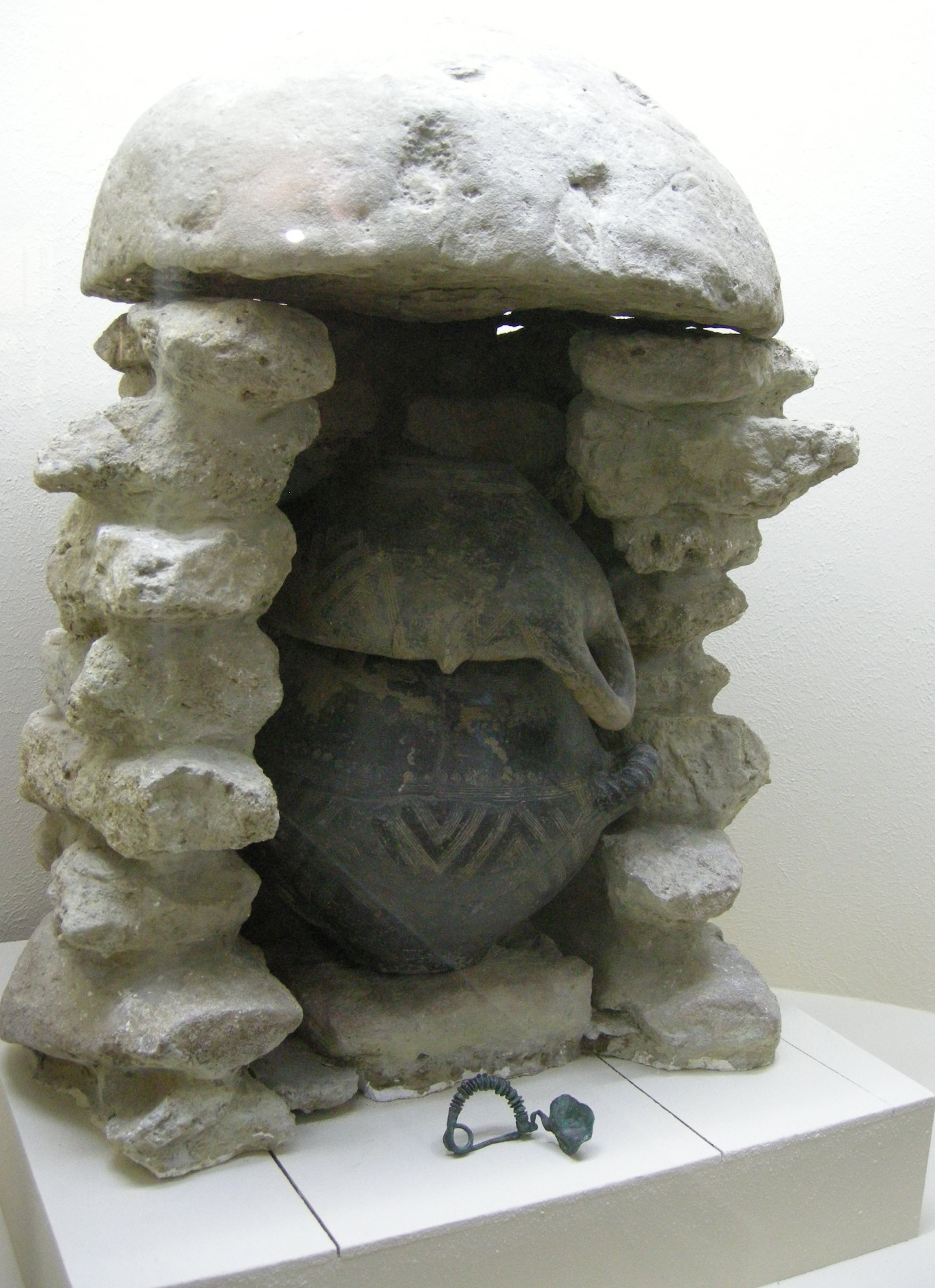
Характерная двуконическая урна
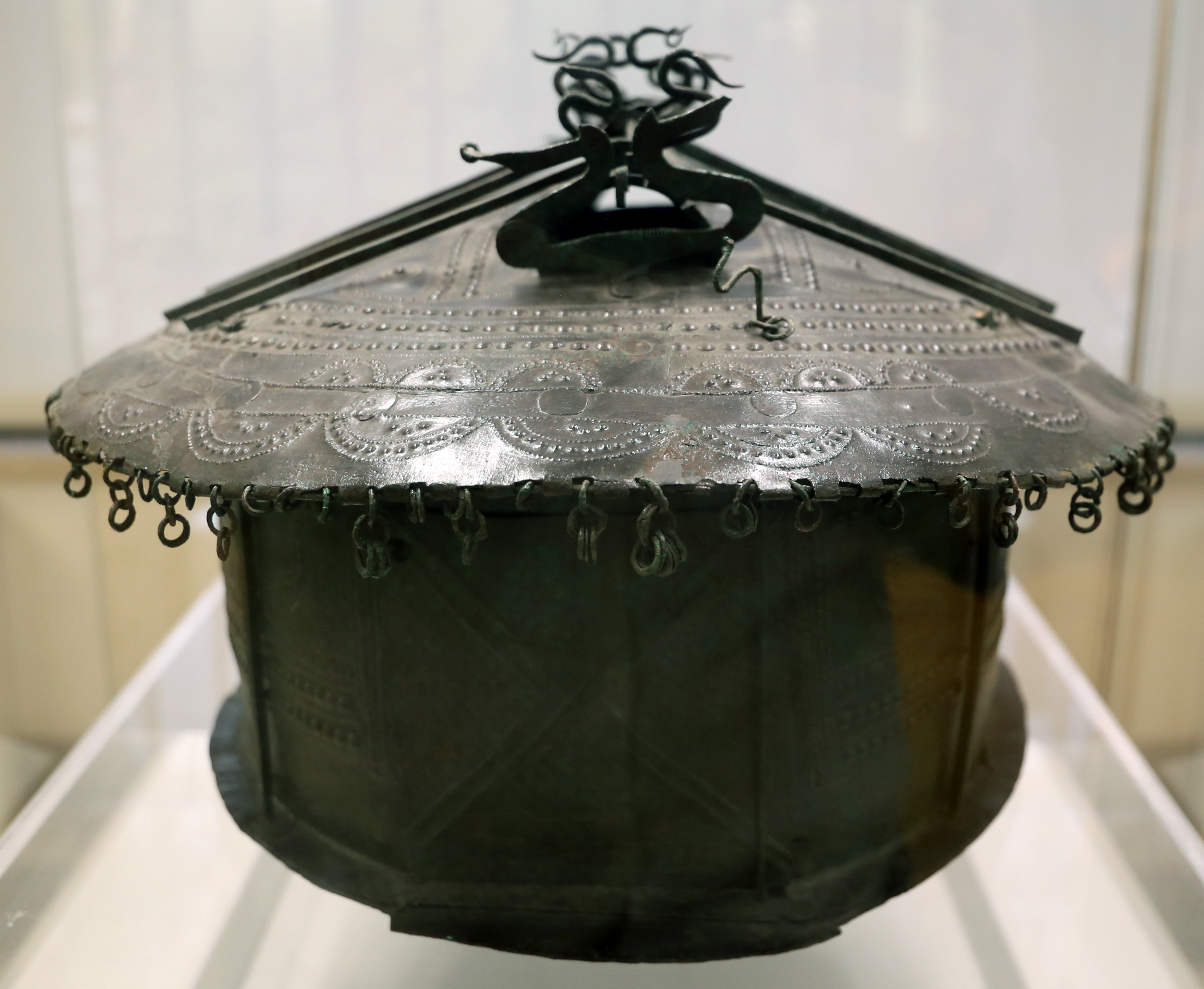
Урна для праха
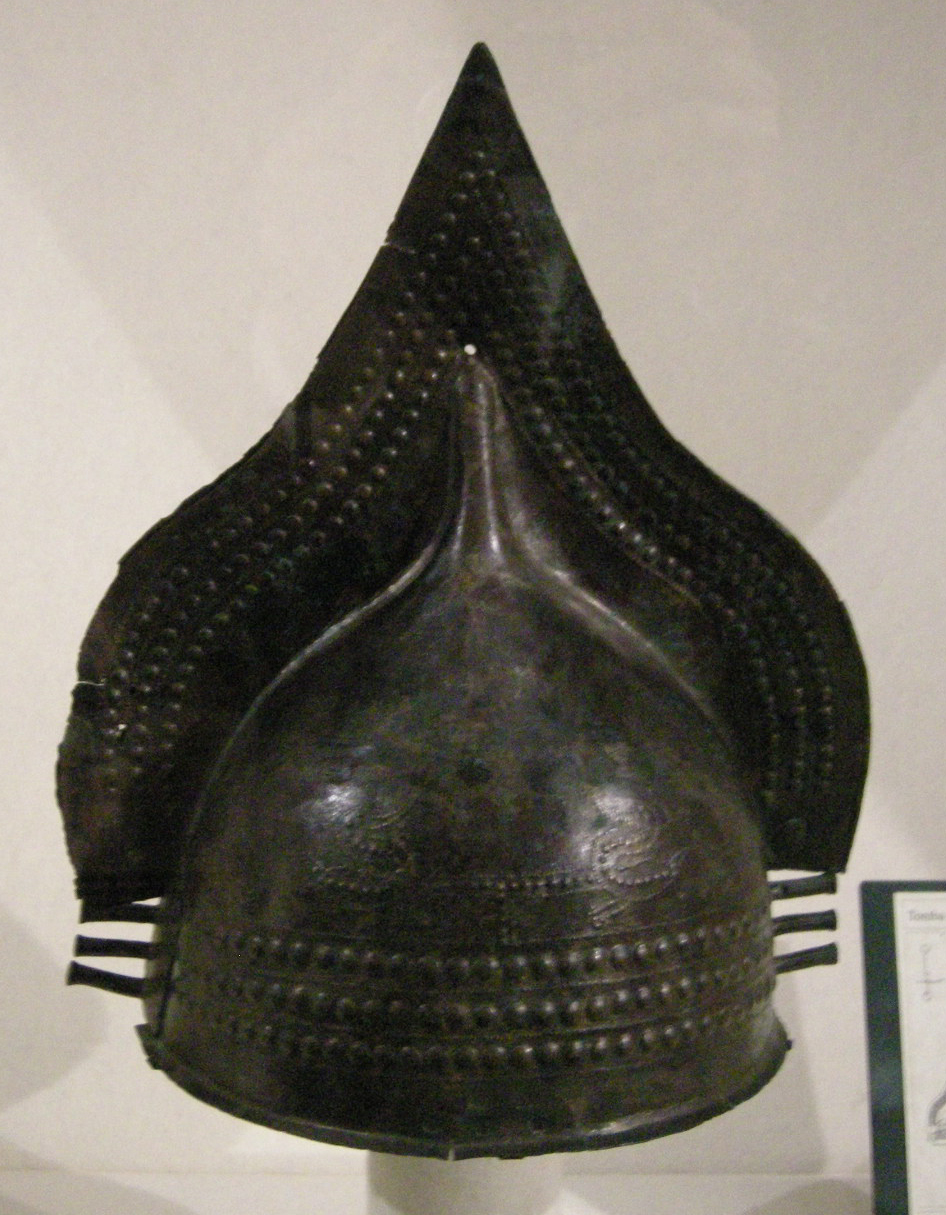
Типичный виллановский остроконечный шлем

## Этническая принадлежность
Длительное время культура Вилланова отождествлялась с этрусками — главным образом на том основании, что в позднейшие (исторические) времена именно этруски занимали данную территорию. Затем возобладало отождествление виллановцев с умбрами — носителями одного из италийских языков индоевропейской группы, которые проникали в Италию с конца II тысячелетия до н. э. Позднее на месте умбров, практиковавших кремацию, поселились этруски, которым свойственны погребения с трупоположениями; видимо, с этим связано известие Плиния о том, что этруски в своё время захватили у умбров триста поселений.
Проведённый в 2019 году генетический анализ останков с некрополя города Вейи (IX век до н. э.) показал наличие степной примеси (27 %), что свойственно носителям италийских языков, а не этрускам.